# Schopf-Tintling
Der Schopf-Tintling (Coprinus comatus), auch Spargelpilz, Porzellantintling oder Tintenpilz genannt, ist eine Pilzart aus der Familie der Champignonverwandten. Er ist in Europa heimisch, häufig und jung ein ausgezeichneter, wenngleich nicht sehr haltbarer Speisepilz, denn alte Exemplare zerfließen nach der Reife zu einer tintenartigen Flüssigkeit. Die Art ist kultivierbar, im Handel wird beispielsweise Körnerbrut angeboten, die vom Pilzgeflecht durchwachsen ist.
Er wurde von der Deutschen Gesellschaft für Mykologie zum Pilz des Jahres 2024 ernannt.

## Merkmale

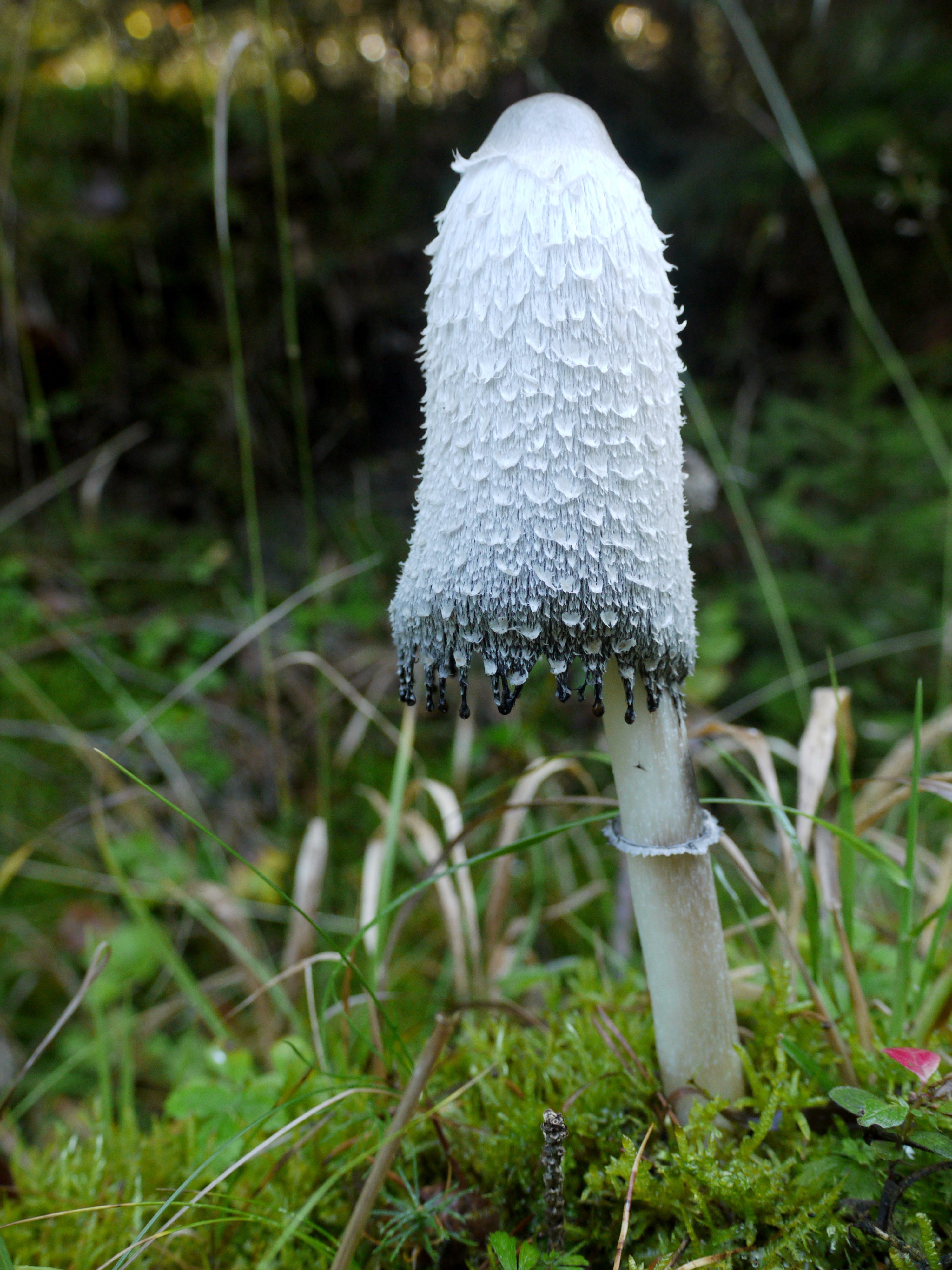
Beginnende Tropfenbildung am Hutrand und flüchtiger Ringrest am Stiel

### Makroskopische Merkmale

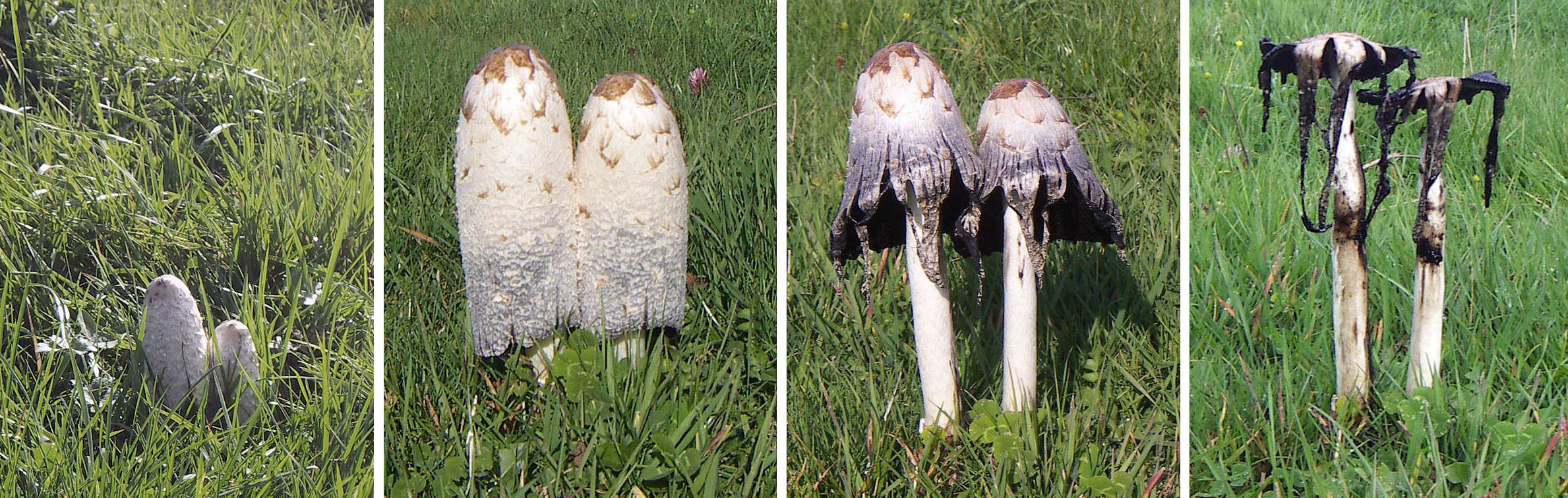
Tintlingpärchen: Aufnahmen an vier aufeinanderfolgenden Tagen, eher kühles Wetter auf den Eifelhöhen

Der Hut ist 5–10 cm hoch und 3–6 cm breit. Bei jungen Exemplaren ist der Hut ei- bis walzenförmig, mit zunehmendem Alter öffnet er sich und wird allmählich glockenförmig. Die anfangs fast reinweiße, nur am Rand schwach beige bis rosa und an der Spitze rötlich bis bräunliche Huthaut der Außenseite reißt mit dem Wachstum zu Schuppen auf. Das Fruchtfleisch ist weiß und dünn. Die Lamellen sind anfangs aufgrund der Hutform nicht sichtbar, jung weiß, später rosafarben. Im Alter lösen sich Hut und Lamellen in einer tintenartigen Flüssigkeit auf. Dieser Prozess ist eine Autolyse. Diese Eigenart ist eine Methode, Sporen zu verbreiten. Diese tropfen mit der Flüssigkeit ab, werden parallel aber auch als Staub durch Luftbewegungen verbreitet. Der knollige, geschuppte, längsfaserige Stiel ist weiß, hat einen Durchmesser von 1–2 cm und trägt einen schmalen, häutigen und unverwachsenen Ring.

### Mikroskopische Merkmale
Die Sporen sind elliptisch, 10–15 · 7–8 Mikrometer, undurchsichtig, schwarz und haben eine Keimspalte.

## Artabgrenzung
Verwechslungsgefahr besteht unter Umständen mit dem ebenfalls genießbaren Falten-Tintling (Coprinopsis atramentaria), der allerdings in Verbindung mit dem Genuss alkoholischer Getränke zu Vergiftungserscheinungen führt.

## Ökologie und Phänologie
Der Schopf-Tintling kommt an Wegrändern und auf Wiesen vor. Im Lebensraum Stadt ist er einer der charakteristischsten Pilze, der oft in großen Gruppen auf gedüngten Rasenflächen mitten in Wohnsiedlungen wächst. Die Art lebt saprotroph und nematophag, kann also kleine Fadenwürmer (Nematoden) erbeuten und verdauen. Hierzu bildet der Schopf-Tintling an seinem im Boden lebenden Myzel Fangorgane aus, kleine kugelige Strukturen mit dornigen Auswüchsen, mit deren Hilfe er ein Toxin ausscheidet, das Nematoden unbeweglich macht. Die Nematoden werden schließlich von Hyphen des Schopf-Tintlings besiedelt und innerhalb weniger Tage verdaut.
Die Fruchtkörper erscheinen ab April bis tief in den November hinein, in Mitteleuropa erreicht die Fruktifikation im September ihren Höhepunkt.

## Verbreitung
Der Schopf-Tintling ist in der gesamten nördlichen Hemisphäre weit verbreitet.

## Bedeutung
Der Schopf-Tintling gilt jung – solange der Hut noch nicht ausgebreitet ist und die Lamellen noch weiß sind – als guter Speisepilz. Er hat eine zarte Konsistenz und ein mildes Aroma. Der Pilz muss sehr schnell verwertet werden, da auch junge Exemplare nach dem Ernten bald tintig zerfließen und dann nicht mehr genießbar sind. Der Schopf-Tintling enthält zwar das in Verbindung mit Alkohol giftige Coprin, allerdings beträgt der Anteil mit 26 mg pro kg Frischgewicht nur ein Fünftel des Anteils im Falten-Tintling; eine so geringe Menge, dass es zumeist nicht zum Coprinus-Syndrom kommt, selbst wenn Alkohol zusammen mit der Schopf-Tintlings-Mahlzeit konsumiert wird.